# Linia kolejowa nr 523
Linia kolejowa nr 523 – pierwszorzędna, zelektryfikowana, jednotorowa linia kolejowa znaczenia państwowego łącząca rozjazd nr 3 z rozjazdem nr 13 na stacji Łuków.
Linia została zamknięta dla ruchu pasażerskiego w 1990 roku, a w 2005 roku dla ruchu towarowego. W 2000 roku nastąpiła jej elektryfikacja.
Umożliwia ona przejazd z kierunku Siedlec na linię nr 12 bez konieczności zmiany czoła pociągu na stacji w Łukowie. Łącznica ta została gruntownie przebudowana w ramach I etapu modernizacji linii kolejowej E 20 na odcinku Siedlce – Terespol. Wymienione zostały rozjazdy, przebudowana sieć trakcyjna. Pozostawiono jedynie stare, przekaźnikowe urządzenia SRK. W ramach drugiego etapu robót łącznica zostanie wyposażona w nowe, komputerowe urządzenia sterowania ruchem.
Łącznica przecina drogę krajową nr 63 w północnej części Łukowa.